# Woo! Yeah!
Woo! Yeah! é um drum break que inclui os vocais de James Brown ("Woo!") e Bobby Byrd ("Yeah!") que tem sido usado na música  popular, sempre em forma de loop. O break da bateria foi performado por John "Jabo" Starks. Se originou da canção de 1972 de  Lyn Collins, "Think (About It)", escrita e produzida por Brown.

## Background e impacto
A passagem vocal "Woo! Yeah!" foi provavelmente usada primeiramente como loop pelo grupo britânico Cookie Crew (em "Females (Get On Up)") mas recebeu grande atenção como base para a canção de Rob Base and DJ E-Z Rock de 1988, "It Takes Two."
O número de artistas que tem usado o sample "Woo! Yeah!" chega a milhares – tornou-se quase onipresente na dance music e no hip hop durante o final dos anos 1980 e início dos anos 1990. Também faz parte de diversas trilhas sonoras de jogos eletrônicos, tais como Action 52 do NES, o nível "Jungle Chase" de Super Adventure Island para SNES, bem como para Street Fighter III: New Generation. O sample também foi usado durante algumas corridas de Sonic Adventure 2: Battle.

## Canções que usaram partes da canção[2]
1980s
- Cookie Crew – "Females (Get On Up)" (1987)
- Roxanne Shanté – "Go on Girl"/My Groove Gets Better/Bad Sister  (1988)
- Rob Base and DJ E-Z Rock – "It Takes Two"/Get On The Dancefloor (1988)
- Simon Harris – "Bass! How Low Can You Go?" (1988)
- Fast Eddie – "Yo Yo Get Funky" (1988)
- Tyree Cooper – "Turn Up the Bass" (1988)
- Age Pee feat. Shipra - "No Hip Hop" (1989)
- Bravo & DJ's – "Difacil Rap" (1989)
- Beatmasters feat. MC Merlin - "Who's in the House" (1989)
- Slick Rick – "Children's Story" (1989)
- FPI Project - "Rich in Paradise" (1989)
- Hi Tek 3 feat. Ya Kid K – "Spin That Wheel" (1989)
- Mister Mixi & Skinny Scotty - "I Can Handle It" (1989)
- Out Of The Ordinary - "Play It Again" (The Los Niños Mix) (1989)
- Raul Orellana - "The Real Wild House" (1989)
- Don Pablo's Animals - "Venus" (1989)
- Eurythmics - "The King and Queen of America" (Dance Mix)/(Dub Mix) (1989)

1990s
- Bombalurina – "Itsy Bitsy Teenie Weenie Yellow Polka Dot Bikini" (1990)
- Shocking Blue - "Venus" (BHF Remix) (1990)
- FPI Project – "Going Back to My Roots" (1990)
- KA Posse – "Shake" (Joe Smooth Mix) (1990)
- La Toya Jackson – "Sexual Feeling" (1990)
- Masterboy - "Dance To The Beat" (1990)
- The Sacados – "Bikini a Lunares Amarillo" (1990)
- The Sacados – "Ritmo de la Noche" (1990)
- Sonia - "Counting Every Minute" (1990)
- Twenty 4 Seven – "I Can't Stand It" (1990)
- Boyz II Men - "Motownphilly" (1991)
- Bingoboys - "How to Dance" (1991)
- Biz Markie - "Road Block" (1991)
- Alanis Morissette - "Walk Away" (1991)
- Slick Rick - "Mistakes of a Woman in Love with Other Men" (1991)
- Simon Harris (as Ambassadors of Funk feat. M.C. Mario) – "SuperMarioLand" (1992)
- Doctor Spin – "Tetris" (1992)
- Mystic - "La Ola" (1992)
- Madonna – "Bye Bye Baby" (1993)
- Carmen Electra - Good Judy Girlfriend(1993)
- Black and White – "Do You Know" (1994)
- Vinnie Colaiuta – "I'm Tweeked/Attack of the 20 lb Pizza" (1994)
- Masoko Solo – "Pessa Pessa" (1994)
- Fight – "Vicious (Middle Finger Mix)" (1994)
- Alexia feat. Double You - "Me And You" (1995)
- New System – "Let Me Take" (1996)
- Big Audio Dynamite – "Sound of the BAD" (1997)
- Janet Jackson - "Free Xone" (1997)
- John Mellencamp – "I'm Not Running Anymore" (1998)
- Chaos A.D. – "Psultan Part 1" (Squarepusher Remix) (1998)
- Will Smith – "Gettin' Jiggy wit It" (1998)
- Squarepusher – "Schizm #2 Mix" (1999)

2000s
- Alizée – "L'Alizé" (2000)
- King África - "Salta" (2000)
- DJ Kool feat. Fatman Scoop - "It Takes Two" (2001)
- Lil' Romeo feat. Master P & Silkk the Shocker - "2-Way" (versão cover de Rob Base & DJ E-Z Rock, "It Takes Two"[3]) (2002)
- Overseer - "Velocity Shift" (2002)
- Sean Paul - "Get Busy" (2003)
- Fatman Scoop feat. The Crooklyn Clan - "It Takes Scoop" (2003)
- Kid606 – "The Illness" (2003)
- The Flashbulb - "Black Lawn Finale" (2004)
- Dizzee Rascal – "Pussyole (Old Skool)" (2007)
- Scooter - "The Question Is What Is the Question?" (2007)
- Katy Perry – "Use Your Love" (2007)
- Yelle – "Jogging" (2007)
- Wisin & Yandel – "Síguelo" (2008)
- A Skillz feat. Beardyman – "Got the Rhythm" (2008)
- Crookers – "Sveglia" (2008)
- Crookers – "All the Girls Standing in the Line for the Bathroom" (2008)
- Boy 8-Bit – "Fog Bank" (2008)
- Venetian Snares – "Gentleman" (2008)
- Feadz – "Cold as Feadz" (2008)
- The Black Eyed Peas - "Rock That Body" (2009)
- Don Omar – "Sexy Robótica" (2009)
- Crazy Frog - "Daddy DJ" (2009)
- Mike Candys feat. Jack Holiday – "Insomnia (canção de Faithless)Insomnia" (2009)
- Mike Candys feat. Jack Holiday – "La Serenissima" (2009)
- Stromae - "Elecstricien" (2009)

2010s
- Crookers - "Put Your Hands Up On Me" (from Tons Of Friends Italian version) (2010)
- Black Eyed Peas - "Pump It Harder" (from The E.N.D Deluxe edition) (2010)
- Ceephax Acid Crew – "Life Funk" (2010)
- Lone – "Pineapple Crush" (2010)
- Toxic Avenger feat. Orelsan – "N'importe comment" (2010)
- Red Café feat. Fabolous - "I'm Ill" (2010)
- The Freestylers & Pendulum - Painkiller (Kouncilhouse Remix) (2010)
- Zomboy – "Pump it Up" (2011)
- Bibio – "Willenhall" (2011)
- New Boyz feat. Chris Brown – "Better with the Lights Off (Funkymix)" (2011)
- 2NE1 – "I Am the Best" (2011)
- Does It Offend You, Yeah? – "John Hurt" (2011)
- Noisia - "Alpha Centauri" (Receptor Remix) (2012)
- Kodiak - "Egyptian Kings" (2013)
- Renaissance Man - "UFO (Who R U)" (2013)
- Bustre - "Jupiter Beatz" (2013)
- xKore & F3tch - "Ladies" (2013)
- Breach feat. Andreya Triana - "Everything You Never Had (We Had It All)" (2013)
- ak9 - "The Kraken" (2013)
- TC - "Get Down Low" (ShockOne Remix) (2013)
- Kove - "Lose You" (2013)
- Miley Cyrus - "We Can't Stop" (2013)
- Ben Khan - "Youth" (from "1992 - EP") (2014)
- Sidney Samson - "Trojan" (2014)
- Maverick Sabre - "Emotion (Ain't Nobody)" (Three Bar Remix) (2014)
- Pharrell Williams - "Come Get It Bae" (2014)
- Endor & Midnight City feat. Romany - "Be With Me" (2014)
- Pixel & Malaky - "In Your Arms Again" (2014)
- Moonbootica - "Work Your Body" (2015)
- PhatFormat - "Get out of this town" (2015)
- CharlieBLUE - "Let Me Clear My Throat! Mix" (2015)
- X2X - "Lamb" (2015)
- Keita Sano - "Onion Slice" (2015)
- Marshall Applewhite - "Crunching" (2015)
- Spray - "The 80s Never Died" (2016)
- Run the Jewels - "Call Ticketron" (2016)